# Бромид сурьмы(III)
Бромид сурьмы(III) — бинарное неорганическое соединение сурьмы и брома с формулой SbBr3, бесцветные кристаллы, реагируют с водой.

## Получение
- Действие брома на металлическую сурьму:

{\displaystyle {\mathsf {2Sb+3Br_{2}\ {\xrightarrow {}}\ 2SbBr_{3}}}}
- Перегонкой смеси сульфата сурьмы и бромида калия:

{\displaystyle {\mathsf {2Sb_{2}(SO_{4})_{3}+6KBr\ {\xrightarrow {T}}\ 2SbBr_{3}+3K_{2}SO_{4}}}}
- Действием брома на смесь сульфида сурьмы и  триоксид сурьмы:

{\displaystyle {\mathsf {Sb_{2}S_{3}+2Sb_{2}O_{3}+9Br_{2}\ {\xrightarrow {250^{o}C}}\ 6SbBr_{3}+3SO_{2}}}}

## Физические свойства
Бромид сурьмы(III) образует бесцветные гигроскопичные диамагнитные кристаллы. 
Реагируют с водой.
Растворяется в этаноле, ацетоне, сероуглероде, хлороводороде, бромоводороде, аммиаке.
При кристаллизации из сероуглерода получены две модификации кристаллов:
- α-SbBr3 — бесцветные кристаллы, ромбической сингонии, пространственная группа P 212121;
- β-SbBr3 — бесцветные кристаллы, ромбической сингонии, пространственная группа P bnm, параметры ячейки a = 0,668 нм, b = 0,825 нм, c = 0,996 нм, Z = 4.

## Химические свойства
- Гидролизуется водой:

{\displaystyle {\mathsf {SbBr_{3}\ {\xrightarrow[{-HBr}]{H_{2}O}}\ SbOBr,Sb_{4}O_{5}Br_{2}}}}
- С бромидами, тиоцианатами, нитратами щелочных металлов образует комплексные соли:

{\displaystyle {\mathsf {SbBr_{3}+KBr\ {\xrightarrow {}}\ K[SbBr_{4}]}}}
{\displaystyle {\mathsf {SbBr_{3}+KSCN\ {\xrightarrow {}}\ K[SbBr_{3}(SCN)]}}}
{\displaystyle {\mathsf {SbBr_{3}+KNO_{3}\ {\xrightarrow {}}\ K[SbBr_{3}(NO_{3})]}}}
- С бромидом калия и бромом образует комплексы вида:

{\displaystyle {\mathsf {SbBr_{3}\ {\xrightarrow {KBr,Br_{2}}}\ K[SbBr_{6}],K[SbBr_{7}],K[SbBr_{9}]}}}